# Ronde van Zwitserland 2014
De 78e editie van de Ronde van Zwitserland (Tour de Suisse) werd verreden van 14 tot en met 22 juni 2014. De wedstrijd maakt deel uit van de UCI World Tour 2014. Titelverdediger Rui Costa prolongeerde zijn titel.

## Deelnemende ploegen
| 18 UCI World Tour-ploegen | 18 UCI World Tour-ploegen | 18 UCI World Tour-ploegen | 4 wildcards          |
| ------------------------- | ------------------------- | ------------------------- | -------------------- |
| AG2R La Mondiale          | FDJ.fr                    | Movistar                  | IAM Cycling          |
| Astana                    | Garmin Sharp              | Omega Pharma-Quick-Step   | MTN-Qhubeka          |
| Belkin                    | Giant-Shimano             | Orica-GreenEdge           | CCC Polsat Polkowice |
| BMC Racing Team           | Lampre-Merida             | Sky ProCycling            | Wanty-Groupe Gobert  |
| Cannondale                | Lotto-Belisol             | Tinkoff-Saxo              |                      |
| Europcar                  | Katjoesja                 | Trek Factory Racing       |                      |
|                           |                           |                           |                      |

## Etappe-overzicht
| Etappe | Type                | Datum   | Start      | Aankomst   | Afstand  | Winnaar        | Ploeg                   | Klassementsleider |
| ------ | ------------------- | ------- | ---------- | ---------- | -------- | -------------- | ----------------------- | ----------------- |
| 1e     | Individuele tijdrit | 14 juni | Bellinzona | Bellinzona | 9,5 km   | Tony Martin    | Omega Pharma-Quick-Step | Tony Martin       |
| 2e     | Bergrit             | 15 juni | Bellinzona | Sarnen     | 181,8 km | Cameron Meyer  | Orica-GreenEdge         | Tony Martin       |
| 3e     | Heuvelrit           | 16 juni | Sarnen     | Heiden     | 202,9 km | Peter Sagan    | Cannondale Pro Cycling  | Tony Martin       |
| 4e     | Vlakke rit          | 17 juni | Heiden     | Ossingen   | 160,4 km | Mark Cavendish | Omega Pharma-Quick-Step | Tony Martin       |
| 5e     | Vlakke rit          | 18 juni | Ossingen   | Büren      | 183,6 km | Sacha Modolo   | Lampre-Merida           | Tony Martin       |
| 6e     | Heuvelrit           | 19 juni | Büren      | Delémont   | 192,8 km | Matteo Trentin | Omega Pharma-Quick-Step | Tony Martin       |
| 7e     | Individuele tijdrit | 20 juni | Worb       | Worb       | 24,5 km  | Tony Martin    | Omega Pharma-Quick-Step | Tony Martin       |
| 8e     | Bergrit             | 21 juni | Delémont   | Verbier    | 219,1 km | Esteban Chaves | Orica-GreenEdge         | Tony Martin       |
| 9e     | Bergrit             | 22 juni | Martigny   | Saas-Fee   | 156,7 km | Rui Costa      | Lampre-Merida           | Rui Costa         |

Mannen: 1933 · 1934 · 1935 · 1936 · 1937 · 1938 · 1939 · 1940 · 1941 · 1942 · 1943 · 1944 · 1945 · 1946 · 1947 · 1948 · 1949 · 1950 · 1951 · 1952 · 1953 · 1954 · 1955 · 1956 · 1957 · 1958 · 1959 · 1960 · 1961 · 1962 · 1963 · 1964 · 1965 · 1966 · 1967 · 1968 · 1969 · 1970 · 1971 · 1972 · 1973 · 1974 · 1975 · 1976 · 1977 · 1978 · 1979 · 1980 · 1981 · 1982 · 1983 · 1984 · 1985 · 1986 · 1987 · 1988 · 1989 · 1990 · 1991 · 1992 · 1993 · 1994 · 1995 · 1996 · 1997 · 1998 · 1999 · 2000 · 2001 · 2002 · 2003 · 2004 · 2005 · 2006 · 2007 · 2008 · 2009 · 2010 · 2011 · 2012 · 2013 · 2014 · 2015 · 2016 · 2017 · 2018 · 2019 · 2020 · 2021 · 2022 · 2023 · 2024 · 2025
Vrouwen: 1998 · 1999 · 2000 · 2001 · 2002-2020 · 2021 · 2022 · 2023 · 2024 · 2025
 Tour Down Under · 
 Parijs-Nice · 
 Tirreno-Adriatico · 
 Milaan-San Remo · 
 Ronde van Catalonië · 
 E3 Harelbeke · 
 Gent-Wevelgem · 
 Ronde van Vlaanderen · 
 Ronde van het Baskenland · 
 Parijs-Roubaix · 
 Amstel Gold Race · 
 Waalse Pijl · 
 Luik-Bastenaken-Luik · 
 Ronde van Romandië · 
 Ronde van Italië · 
 Critérium du Dauphiné · 
 Ronde van Zwitserland · 
 Ronde van Frankrijk · 
 Clásica San Sebastián · 
 Ronde van Polen · 
  Eneco Tour · 
 Ronde van Spanje · 
 Vattenfall Cyclassics · 
 GP Ouest France-Plouay · 
 Grote Prijs van Quebec · 
 Grote Prijs van Montreal · 
 UCI Ploegentijdrit · 
 Ronde van Lombardije · 
 Ronde van Peking